# Wang Yajun
Wang Yajun   (Anhui, 1969) (Xinès:王亚军) és un diplomàtic xinès que és l'ambaixador xinès a Corea del Nord des de desembre de 2021.

## Biografia
Wang va néixer a Anhui el desembre de 1969. Es va graduar a la Universitat d'Afers Exteriors de la Xina. Es va unir al Partit Comunista Xinès el juliol de 1991. Es va incorporar al Servei Exterior el juny de 1995 i ha servit principalment a Europa. El juliol de 2015, va esdevenir director del Departament de Planificació Política del Ministeri d'Afers Exteriors, però després d'haver ocupat el càrrec només un any, després va assumir el càrrec com a ministre adjunt del Departament d'Enllaç Internacional del Partit Comunista Xinès. El desembre de 2021, va ser nomenat ambaixador xinès a Corea del Nord, succeint a Li Jinjun.